# PC Gamer

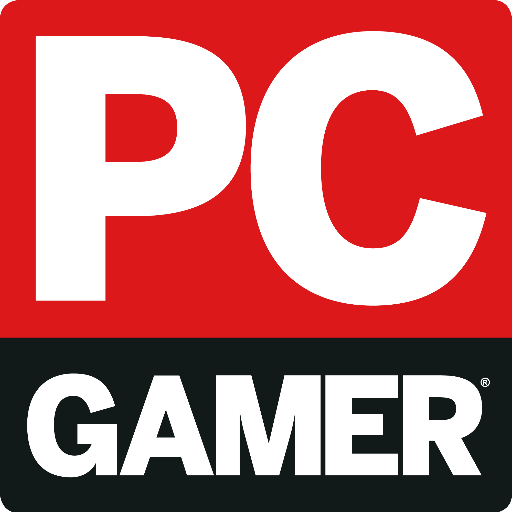
PC Gamer

PC Gamer este o revistă britanică fondată în 1993, dedicată jocurilor pentru calculator și publicată lunar de Future plc. Revista are ediții în mai multe țări, cu cele din Marea Britanie și Statele Unite devenind cele mai bine vândute reviste de jocuri pe calculator din țările lor. Revista cuprinde articole, știri, strategii de joc, demo-uri, drive-re și moduri, precum și recenzii de jocuri video.
În varianta americană, nici un joc nu a primit un procentaj mai mare de 98% (Sid Meier's Alpha Centauri, Half-Life 2 și Crysis), în timp ce varianta britanică nu a acordat mai mult de 96% (Kerbal Space Program, Civilization II, Half-Life, Half-Life 2, Minecraft, Spelunky și Quake II).

## Legături externe
- Site oficial